# Movimiento Rimé

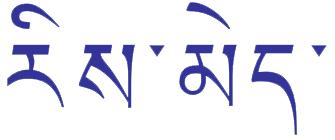
Nombre en tibetano del movimiento, escrito རིས་མེད་ («no-parcial»)

El movimiento Rimé es un movimiento que involucra a las escuelas de budismo tibetano Sakya, Kagyü y Nyingma, junto con algunos eruditos Bön.
Habiendo visto cómo la doctrina Gelug apartó a las otras tradiciones en la vida cultural del Tíbet, Jamyang Khyentse Wangpo (1820-1892) y Jamgön Kongtrül (1813-1899) recopilaron las enseñanzas de los linajes Sakya, Kagyu y Nyingma, incluidas muchas enseñanzas a término de extinguirse. Sin la recopilación e impresión de obras raras de Khyentse y Kongtrul, la supresión del budismo por parte del comunismo habría sido mucho más definitiva. El movimiento Rimé es responsable de una serie de compilaciones de escrituras, como el Rinchen Terdzod y el Sheja Dzö.

## El enfoque Rimé
La mayoría de eruditos del budismo describen el Rimé como «movimiento ecléctico», sin embargo un erudito ha sugerido que esta es una interpretación inadecuada, diciendo «de hecho, el movimiento Rimé no es exactamente ecléctico sino universalista (y enciclopédico), rimed(pa) significa ilimitado, abarcador, ilimitado... y también imparcial (antónimo de risu ch'edpa)». Uno de los maestros contemporáneos más destacados del Rimé, Ringu Tulku, enfatiza el mensaje de los fundadores originales del Rimé, que no es una escuela nueva.  Es sencillamente un acercamiento que otorga libertad de elección, cosa que ocurría en la mayoría de prácticas de la historia del budismo tibetano. Los Karmapas, Je Tsongkhapa, los Dalái Lamas, los jefes de linaje Sakya y las principales figuras Nyingma y Kagyu recibieron enseñanzas y empoderamientos de varias escuelas y linajes.
El nombre del movimiento se deriva de dos palabras tibetanas: Ris («sesgo, lado») y Med («falta»), que combinadas expresan la idea de apertura a otras tradiciones budistas tibetanas, en oposición al sectarismo. Por lo tanto, el movimiento Rimé a menudo se malinterpreta como un intento de unir las diversas sectas a través de sus similitudes. Más bien, el Rimé tuvo la intención de reconocer las diferencias entre las tradiciones y apreciarlas, al tiempo que establecía un diálogo que crearía un terreno común. En este sentido, se considera importante que se preserve la variedad y, por lo tanto, los maestros del Rimé generalmente tienen cuidado de enfatizar las diferencias de pensamiento, dando a los estudiantes muchas opciones sobre cómo proceder en su entrenamiento espiritual.

Ringu Tulku describe estos puntos que a menudo se tergiversan:

Ris o Phyog-ris en tibetano significa «unilateral», «partidista» o «sectario». Med significa «No». Ris-med (Wylie), o Rimé, por lo tanto, significa «sin lados», «no partidista» o «no sectario». No significa «no conformista» o «no comprometido»; tampoco significa formar una nueva Escuela o sistema diferente a los existentes. Una persona que cree en el estilo Rimé casi con certeza sigue un linaje como práctica principal. Él o ella no se disociaría de la escuela en la que se crió. Kongtrul se crió en las tradiciones Nyingma y Kagyu; Khyentse se crió en una fuerte tradición Sakyapa. Nunca dejaron de reconocer su afiliación a sus propias escuelas.
Rimé no es una forma de unir diferentes Escuelas y linajes enfatizando sus similitudes. Es básicamente una apreciación de sus diferencias y un reconocimiento de la importancia de tener esta variedad en beneficio de los profesionales con diferentes necesidades. Por eso los profesores de Rimé siempre tienen mucho cuidado de que las enseñanzas y prácticas de las diferentes Escuelas y linajes y sus estilos únicos no se confundan entre sí. Mantener el estilo y los métodos originales de cada linaje de enseñanza preserva el poder de esa experiencia de linaje. Kongtrul y Khyentse hicieron grandes esfuerzos para conservar el sabor original de cada enseñanza, al mismo tiempo que los pusieron a disposición de muchos. Kongtrul escribe sobre Khyentse en su biografía de este último... Cuando él (Khyentse Rinpoche) enseñaba, daba las enseñanzas de cada linaje de forma clara e inteligible sin confundir los términos y conceptos de otras enseñanzas.

Inicialmente, Rimé tenía la intención de contrarrestar la creciente sospecha y tensión de la novela entre las diferentes tradiciones, que en ese momento, en muchos lugares, habían llegado a prohibir el estudio mutuo de las Escrituras. El budismo tibetano tiene una larga historia de vigoroso debate y argumentación entre las escuelas y dentro de la propia formación. Esto puede llevar a un practicante a creer que la escuela de uno tiene el mejor enfoque o la visión filosófica más alta y que otros linajes tienen una comprensión más baja o defectuosa. El enfoque de Rimé advierte contra el desarrollo de ese punto de vista, mientras que al mismo tiempo aprecia que el debate y la discusión son importantes y que discutir qué puntos de vista son más altos y más bajos sigue siendo un discurso válido.

Jamgon Kongtrul señaló la necesidad de que cada practicante tenga una base sólida en una escuela:

Los eruditos y siddhas de las diversas escuelas hacen sus propias presentaciones individuales del dharma. Cada uno está lleno de puntos fuertes y está respaldado por un razonamiento válido. Si está bien basado en las presentaciones de su propia tradición, entonces no es necesario ser sectario. Pero si te confundes con los diversos principios y la terminología, entonces carece incluso de un punto de apoyo en tu propia tradición. Intentas usar el sistema de otra persona para respaldar tu comprensión y luego te enredas, como un mal tejedor, con respecto a la vista, la meditación, la conducta y el resultado. A menos que tenga certeza en su propio sistema, no puede usar el razonamiento para respaldar sus escrituras y no puede desafiar las afirmaciones de otros. Te conviertes en el hazmerreír a los ojos de los eruditos. Sería mucho mejor poseer una comprensión clara de su propia tradición.
En resumen, uno debe ver todas las enseñanzas sin contradicción y considerar todas las escrituras como instrucciones. Esto hará que la raíz del sectarismo y el prejuicio se seque, y te dará una base firme en las enseñanzas de Buda. En ese momento, cientos de puertas a las ochenta y cuatro mil enseñanzas del Dharma se abrirán simultáneamente para ti.

Un practicante de rimé puede recibir empoderamientos de numerosos linajes y maestros vivos, aunque no es un requisito para hacerlo.

## Fundadores del Rimé
Dos de las voces fundadoras del Rimé fueron Jamyang Khyentse Wangpo y Jamgon Kongtrul, ambos de diferentes escuelas; los epítetos Jamyang (Wylie: jam dbyangs, sánscrito: Mañjughoṣa) y Jamgön (Wylie: jam mgon, sánscrito: Mañjunātha) en su nombre, indican que se consideran emanaciones de Manjushri. Jamgön Kongtrul era de las tradiciones Nyingma y Kagyu, mientras que Wangpo se había criado dentro de la orden Sakya. En ese momento, las escuelas de pensamiento tibetanas se habían vuelto muy aisladas, y tanto Wangpo como Jamgon Kongtrul fueron fundamentales para reiniciar el diálogo entre las sectas.
Rachel H. Pang ha notado que los ideales no sectarios también están fuertemente presentes en las obras de Shabkar Tsokdruk Rangdrol, a pesar de que es anterior al movimiento en unas tres décadas y nunca se reunió con ninguno de los maestros del Rimé de Kham.
El movimiento Rimé saltó a la fama en un momento de la historia tibetana en el que el clima religioso se había vuelto partidista. El objetivo del movimiento era «un impulso hacia un término medio en el que las diversas opiniones y estilos de las diferentes tradiciones fueran apreciadas por sus contribuciones individuales en lugar de ser refutadas, marginadas o prohibidas». Muchas de las enseñanzas de varias escuelas estuvieron a punto de perderse y el movimiento se propuso preservarlas. Sin embargo, aunque el movimiento Rimé reunió enseñanzas de cada una de las diversas tradiciones, no las mezcló, sino que reconoció la integridad individual de cada una.
El movimiento comenzó dentro de un amplio contexto de creciente dominación por parte de la escuela Gelug. A partir del siglo XVII, el punto de vista y la política Gelug dominaron cada vez más en el Tíbet y los linajes minoritarios corrieron el riesgo de perder sus tradiciones. En su fundación, el movimiento Rimé estaba formado principalmente por profesores que no eran Gelugpa y, en ocasiones, el movimiento se ha mostrado crítico con las opiniones de los Gelug. Georges Dreyfus sugiere que esta argumentación fue menos para crear una mayor división, sino para reforzar las opiniones de las minorías que habían sido marginadas por la supremacía de los gelug. No obstante, los comentarios filosóficos de los primeros escritores de Rimé tienden a criticar los principios de Gelugpa.
Sin embargo, el Rimé fue, en su presentación idealizada, el restablecimiento de una regla o principio que siempre había estado presente en el budismo tibetano, pero que se le había quitado el énfasis o se había olvidado: criticar por ignorancia otras tradiciones estaba mal, y que los malentendidos por ignorancia debe aliviarse inmediatamente. Ringu Tulku dice:

El concepto Rimé no era original de Kongtrul y Khyentse, ¡ni eran nuevos en el budismo! El Señor Buda prohibió a sus estudiantes incluso criticar las enseñanzas y los maestros de otras religiones y culturas. El mensaje era tan fuerte e inequívoco que Chandra Kirti tuvo que defender los tratados de Nāgārjuna sobre Madhyamaka diciendo: «Si, al tratar de comprender la verdad, disipas los malentendidos de algunas personas y, por lo tanto, algunas filosofías se dañan, lo que no puede tomarse como una crítica de los puntos de vista de los demás» (Madhyamakāvatāra). Un verdadero budista no puede ser no-sectario y aplicar el enfoque rimé.

El movimiento se estableció particularmente en el Reino de Derge. Rimé se ha convertido en una parte integral de la tradición tibetana y sigue siendo una filosofía importante en el budismo tibetano.
Otros lamas tibetanos notables que se destacaron por su enfoque no sectario fueron Patrul Rinpoche y Orgyen Chokgyur Lingpa, Shabkar Tsodruk Rangdrol, Dudjom Lingpa y Khakyab Dorje (15º Karmapa Lama), que fue alumno de Jamgön Kongtrul. Otros líderes de linaje dieron su bendición al movimiento y sus fundadores, quienes fueron considerados extremadamente realizados.

## Persecución por Phabongkha y sus discípulos
David Kay señala que Dorje Shugden fue un elemento clave de la persecución que hizo Pabongkhapa Déchen Nyingpo al movimiento Rimé:
  
El movimiento Rimé, compuesto principalmente por las escuelas Sakya, Kagyu y Nyingma, surgió en primer lugar como resultado de la discriminación Gelug.

Como agente Gelug del gobierno tibetano en Kham (Tibet oriental), y en respuesta al movimiento Rimed que se había originado y estaba floreciendo en esa región, Phabongkha Rinpoche y sus discípulos emplearon medidas represivas contra las sectas no Gelug. Los artefactos religiosos asociados con Padmasambhava, que es venerado como un «segundo Buda» por los practicantes de Nyingma, fueron destruidos, y los monasterios que no eran Gelug, y particularmente Nyingma, fueron convertidos a la fuerza al Gelug. Un elemento clave de la perspectiva de Phabongkha Rinpoche fue el culto a la deidad protectora Dorje Shugden, que se casó con la idea del exclusivismo Gelug y que empleó contra otras tradiciones, así como contra aquellos dentro del Gelug que tenían tendencias eclécticas.

Su viaje de enseñancía por Kham en 1938 fue una fase fundamental, que llevó a un endurecimiento de su exclusivismo y a la adopción de una postura militantemente sectaria. En reacción al floreciente movimiento Rimed y el declive percibido de los monasterios Gelug en esa región, Phabongkha y sus discípulos encabezaron un movimiento de avivamiento, promoviendo la supremacía de los Gelug como la única tradición pura. Ahora consideraba el inclusivismo de los monjes Gelug que practicaban de acuerdo con las enseñanzas de otras escuelas como una amenaza a la integridad de la tradición Gelug, y se opuso agresivamente a la influencia de otras tradiciones, particularmente la Nyingma, cuyas enseñanzas se consideraron erróneas y engañosas. Un elemento clave del movimiento de avivamiento de Phabongkha fue la práctica de confiar en Dorje Shugden, la función principal de la deidad ahora se presenta como «la protección de la tradición Ge-luk por medios violentos, incluso el asesinato de sus enemigos».

El movimiento Rimé, compuesto principalmente por las escuelas Sakya, Kagyu y Nyingma, surgió en primer lugar como resultado de la discriminación Gelug.

## En la actualidad
El movimiento Rimé tuvo un relativo éxito en el siglo XX, pues el tomar enseñanzas y transmisiones de diferentes escuelas y linajes se ha convertido en la norma entre muchos estudiantes monásticos, lamas, yoguis y practicantes laicos. Esto se ha debido principalmente al apoyo proactivo de muchos poseedores de linajes y varios líderes como el decimotercer y el decimocuarto Dalái Lamas, los karmapas Khakyab Dorje y Rangjung Rigpe Dorje, Sakya Trizin y Dudjom Jigdral Yeshe Dorje, siguiendo el enfoque «ecléctico» del quinto dalái lama «que borró las líneas entre las tradiciones»:

En Occidente, donde coexisten tantas tradiciones budistas diferentes, es necesario estar constantemente en guardia contra el peligro del sectarismo. Una actitud tan divisiva es a menudo el resultado de no comprender o apreciar algo fuera de la propia tradición. Por lo tanto, los maestros de todas las escuelas se beneficiarían enormemente de estudiar y adquirir alguna experiencia práctica de las enseñanzas de otras tradiciones.

El XIV Dalai Lama compuso una oración para el movimiento alabando a varias figuras históricas y linajes del budismo Vajrayana de la India y el Tíbet, parte de la cual dice:
En resumen, que todas las enseñanzas del Buda en la tierra de las nieves Florece mucho en el futuro: los diez grandes pilares del linaje de estudio,  Y los carros del linaje de práctica, como Shijé ('Pacificador') y el resto,  Todos ellos ricos en sus instrucciones esenciales que combinan sutra y mantra.
¡Que la vida de los maestros que defienden estas enseñanzas sea segura y armoniosa! ¡Que la sangha conserve estas enseñanzas a través de su estudio, meditación y actividad!  ¡Que el mundo se llene de personas fieles decididas a seguir estas enseñanzas!  ¡Y que las enseñanzas no sectarias del Buda continúen floreciendo durante mucho tiempo!
Dzongsar Khyentse Chökyi Lodrö, Khunu Lama Tenzin Gyaltsen y Dilgo Khyentse son maestros recientes de Rimé, conocidos por su influencia pública y como asesores y maestros del 14º dalái lama. Otros adherentes modernos incluyen el final del 16º Karmapa y el 2º Dudjom Rinpoche, quienes dieron extensas enseñanzas de las obras de Jamgon Kongtrul Lodro, así como Akong Rinpoche quien, con el fallecido Chögyam Trungpa, ayudó a establecer el budismo tibetano en el Reino Unido. El linaje del difunto Nyoshul Khenpo Rinpoche está representado hoy en las enseñanzas de Surya Das.
El 14º dalái lama apoya y fomenta un espíritu no sectario. Importantes figuras gelug como Shabkar en el siglo XIX, y los Panchen Lamas y Reting Rinpoche en el siglo XX estudiaron las enseñanzas Nyingma junto con su formación gelug. El templo del lago personal y oculto del linaje de los Dalái Lamas detrás del Potala llamado Lukhang está dedicado a las enseñanzas de Dzogchen. El 8º Arjia Rinpoche continúa la tradición de Rimé en los Estados Unidos.
El maestro Bön Tenzin Wangyal advierte, sin embargo, que incluso esta supuesta actitud no sectaria puede llevarse al extremo:

Un problema que parece muy difícil de evitar tiene que ver con la tendencia de las escuelas espirituales a querer preservar sus tradiciones de una manera muy cerrada o a querer ser muy abiertas y no sectarias; pero a menudo existe el peligro de que este mismo no sectarismo pueda convertirse en una fuente de autojustificación y conducir a una actitud tan cerrada como la de los sectarios.